# Geissorhiza scopulosa
Geissorhiza scopulosa är en irisväxtart som beskrevs av Peter Goldblatt. Geissorhiza scopulosa ingår i släktet Geissorhiza och familjen irisväxter. Inga underarter finns listade i Catalogue of Life.